# Nyctemera infuscatum
Nyctemera infuscatum là một loài bướm đêm thuộc phân họ Arctiinae, họ Erebidae.